# Fosse Saint-Louis des mines d'Aniche
Pour les articles homonymes, voir Fosse Saint-Louis.
La fosse Saint-Louis de la Compagnie des mines d'Aniche est un ancien charbonnage du Bassin minier du Nord-Pas-de-Calais, situé à Somain. La fosse est mise en service en 1845, deux ans après le début de son fonçage. Elle exploite un riche gisement de houille, déjà exploité à partir de 1841 par la fosse La Renaissance. En 1849, la fosse Fénelon est mise en service, ces trois fosses sont rapidement en communication.
En 1862, la fosse La Renaissance cesse d'extraire, mais sert à l'aérage et à l'exhaure, puis à la circulation du personnel. Il s'agit d'une concentration avant l'heure. En 1878, Émile Vuillemin, ingénieur-directeur des travaux, affirme que la fosse est la plus productive et la plus rentable de la Compagnie. La fosse Fénelon cesse d'extraire en 1884. C'est également à cette période que la fosse Saint-Louis est modernisée.
La fosse Saint-Louis cesse d'extraire en 1914, après avoir produit 4 641 042 tonnes de houille. La fosse est détruite pendant la Première Guerre mondiale. Le puits est remblayé ou serrementé en 1925, en même temps que celui de Fénelon.
En 1992, Charbonnages de France installe à 535 mètres à l'est-nord-est un sondage de décompression. Au début du XXIe siècle, Charbonnages de France matérialise la tête de puits Saint-Louis.

## La fosse
La fosse La Renaissance mise en service, en 1841, il s'avère vite nécessaire de creuser un second puits pour exploiter le gisement de manière optimale. De plus, les fosses Sainte-Catherine - Saint-Mathias, Sainte-Barbe - Saint-Waast et Saint-Hyacinthe ont cessé d'extraire en 1840, et la fosse Aoust est en cours de fonçage et ne produit qu'à partir de 1845, il est nécessaire de créer de nouvelles fosses.

### Fonçage
La fosse Saint-Louis a été commencée en 1843, elle est établie à 460 mètres au sud de la fosse La Renaissance, à Somain. Elle a pénétré dans le terrain houiller à la profondeur de 156 mètres,, près de l'affleurement de la veine Ferdinand. Pour la première fois dans la Compagnie des mines d'Aniche, le diamètre du puits est de trois mètres, il était auparavant au maximum de 2,60 mètres,,,,,. Le cuvelage est en bois de 12,20 à 88,20 mètres.

### Exploitation
Le fosse commence à extraire en 1845,. Deux ans plus tard, la fosse Fénelon est commencée à Aniche, 600 mètres plus au sud. Elle commence à extraire en 1849, date à laquelle à la fosse Saint-Louis, l'extraction effectuée par des cuffats est faite à l'aide de cages.
D'après Émile Vuillemin, ingénieur-directeur des travaux, en 1878, la fosse Saint-Louis, qui n'a cessé de produire depuis sa mise en service, est la fosse de la Compagnie des mines d'Aniche qui a été la plus productive, sous le double rapport de la quantité de houille extraite et du bénéfice réalisé. En 1878, le puits est profond de 420 mètres.
En 1883, les installations du jour sont modernisées, deux ans plus tard, le guidage en bois est remplacé par un guidage métallique. Eu égard à l'orientation des terrains dans son voisinage, ses bowettes ont été dirigées vers le nord-ouest et vers le sud-est. Sa profondeur est de 506 mètres, et son dernier accrochage est à 500 mètres.

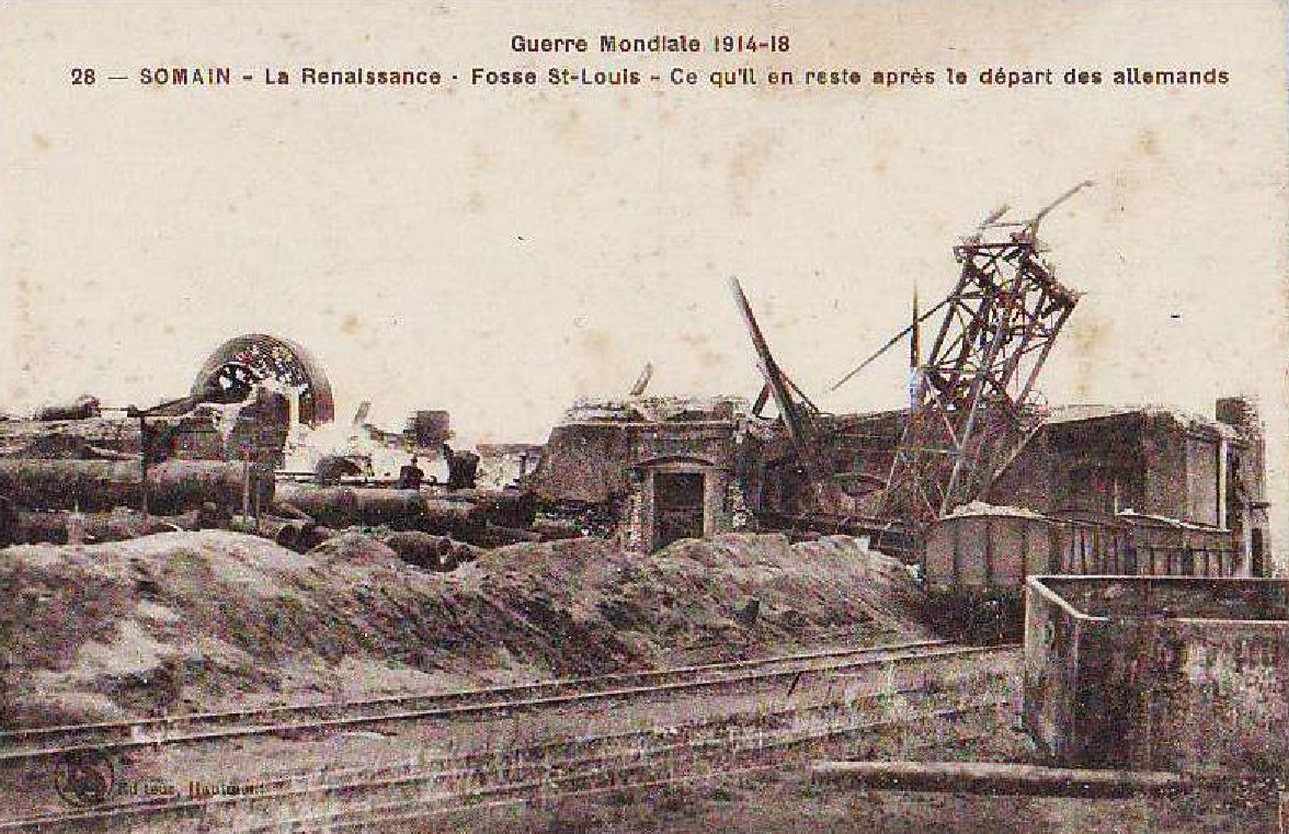
La fosse Saint-Louis en 1918.

Le champ d'exploitation de cette fosse est considérable car il s'étend jusqu'à la veine du Nord qu'elle exploite, ainsi que les veines qui la suivent au-dessous de la fosse La Renaissance, et de l'autre jusqu'à la fosse Fénelon. Toutefois, le faisceau se rapprochant en profondeur de cette dernière, Saint-Louis devrait finir par être abandonnée comme l'a été La Renaissance, et alors le pied des veines serait exploité par Fénelon jusqu'au cran de retour. La fosse Fénélon a finalement cessé d'extraire en 1884, tout en continuant d'assurer le service du personnel et l'aérage pour Saint-Louis.
La fosse Saint-Louis est remarquable par son guidage en rails d'acier et ses câbles ronds en acier, avec tambour cylindro-spiraloïde. Une installation analogue est en montage à la fosse l'Archevêque.
Le fosse cesse d'extraire en 1914, après avoir produit 4 641 042 tonnes. Neuf étages de recette ont été établis à 197, 234, 266, 306, 347, 360, 414, 500 et 595 mètres. La fosse est détruite durant la Première Guerre mondiale. le puits, profond de 606 mètres, est remblayé ou serrementé en 1925, en même temps que celui de la fosse Fénelon,.

### Reconversion
Un sondage de décompression est installé 535 mètres à l'est-nord-est de la fosse Saint-Louis, du 1er février au 1er avril 1992,. Le diamètre du trou de sonde est de 19,4 centimètres, et il a atteint la profondeur de 182 mètres, où ont été recoupés les travaux d'exploitation de la veine Noelle.
Au début du XXIe siècle, Charbonnages de France matérialise la tête de puits. Le BRGM y effectue des inspections chaque année.

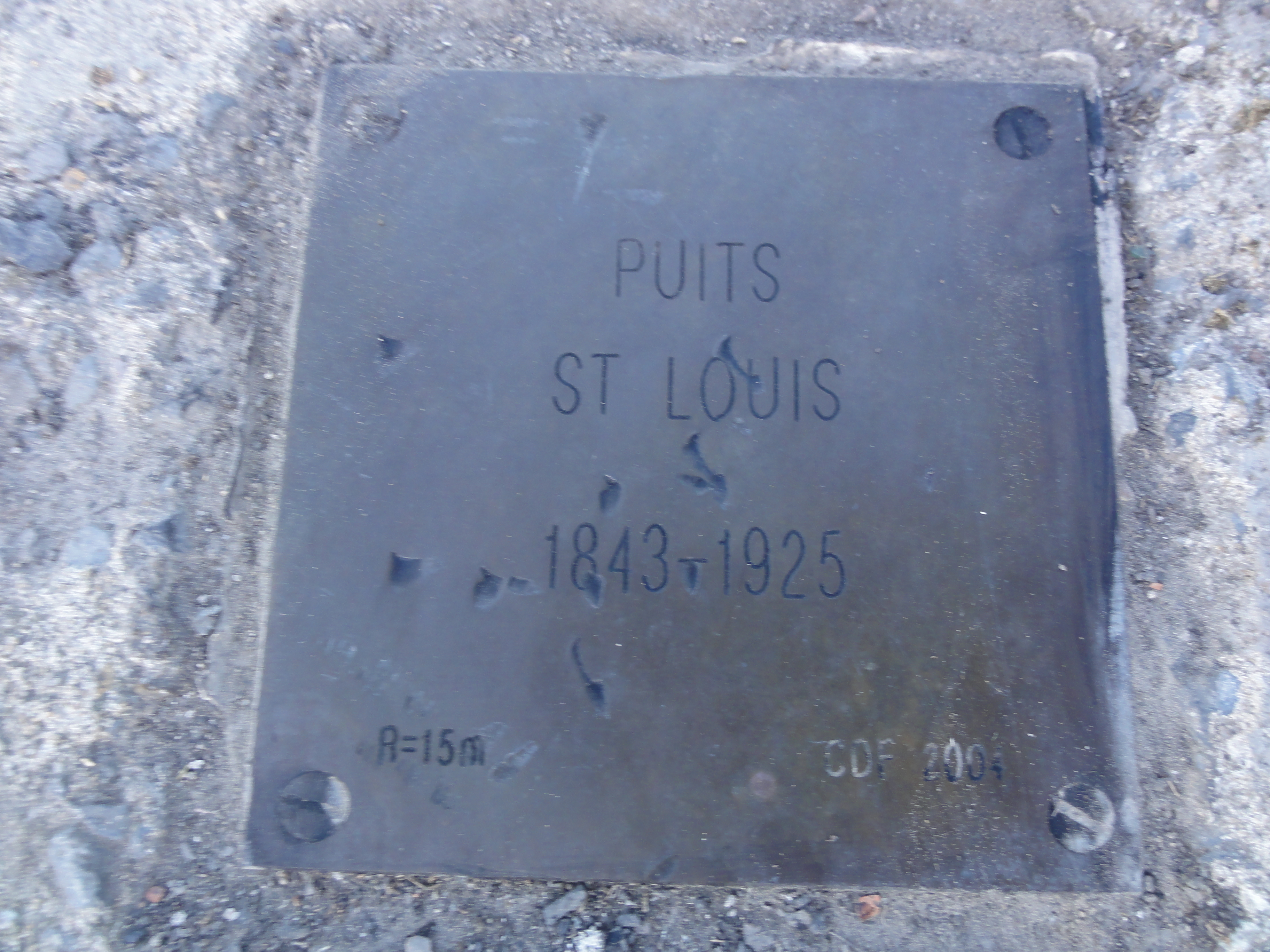
Puits Saint-Louis, 1843 - 1925.
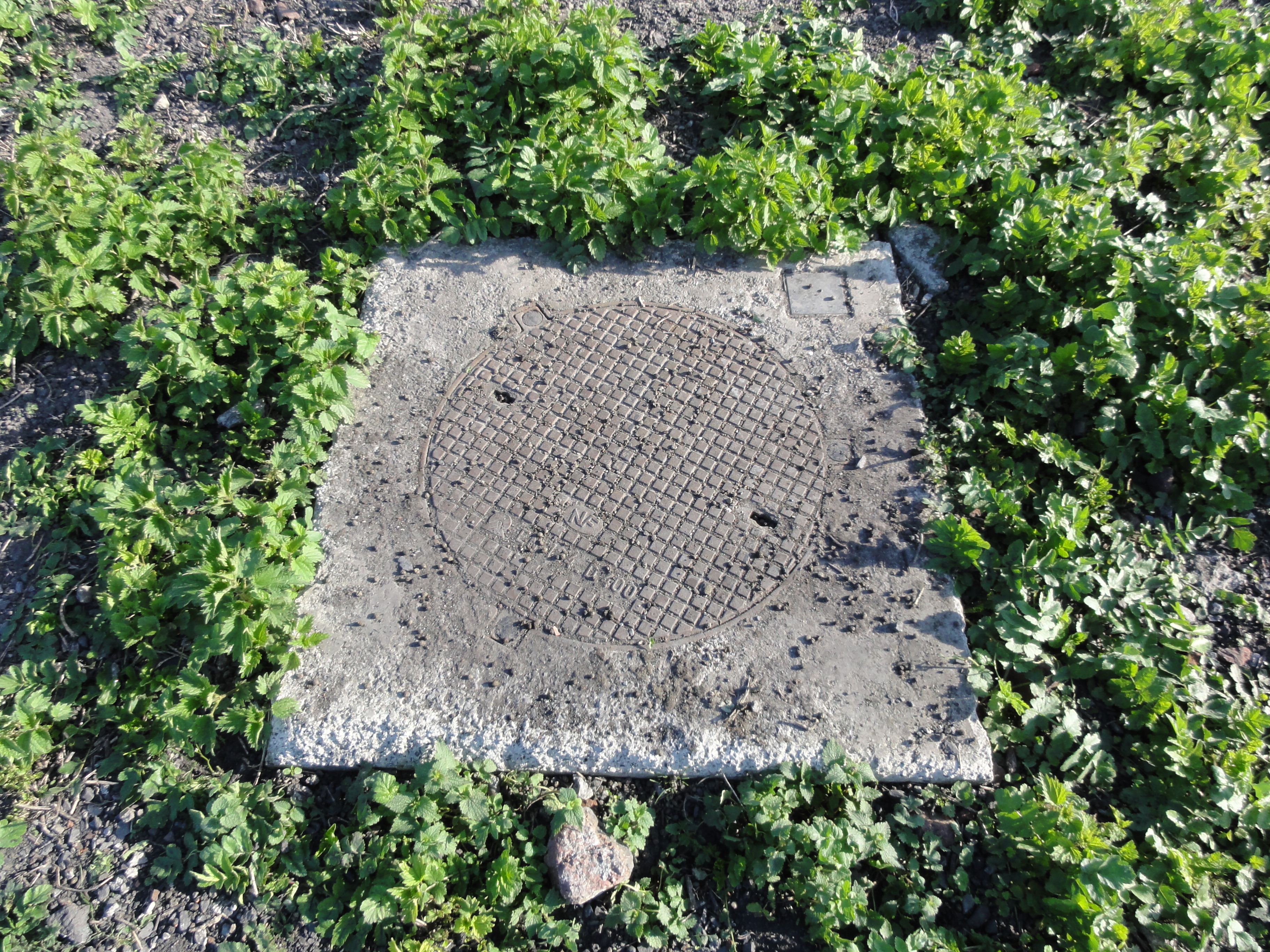
Tête de puits matérialisée Saint-Louis.
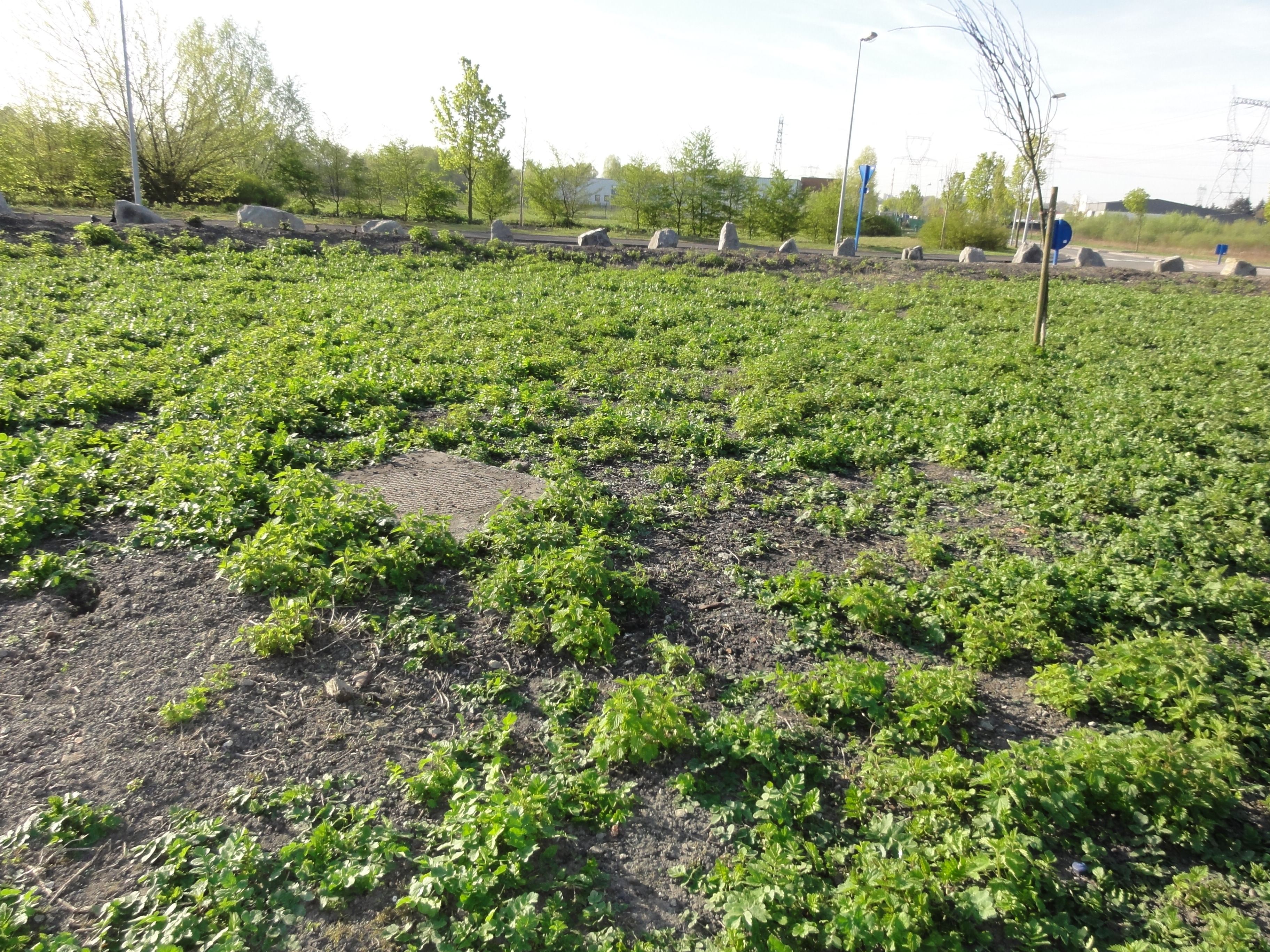
Le puits dans son environnement.
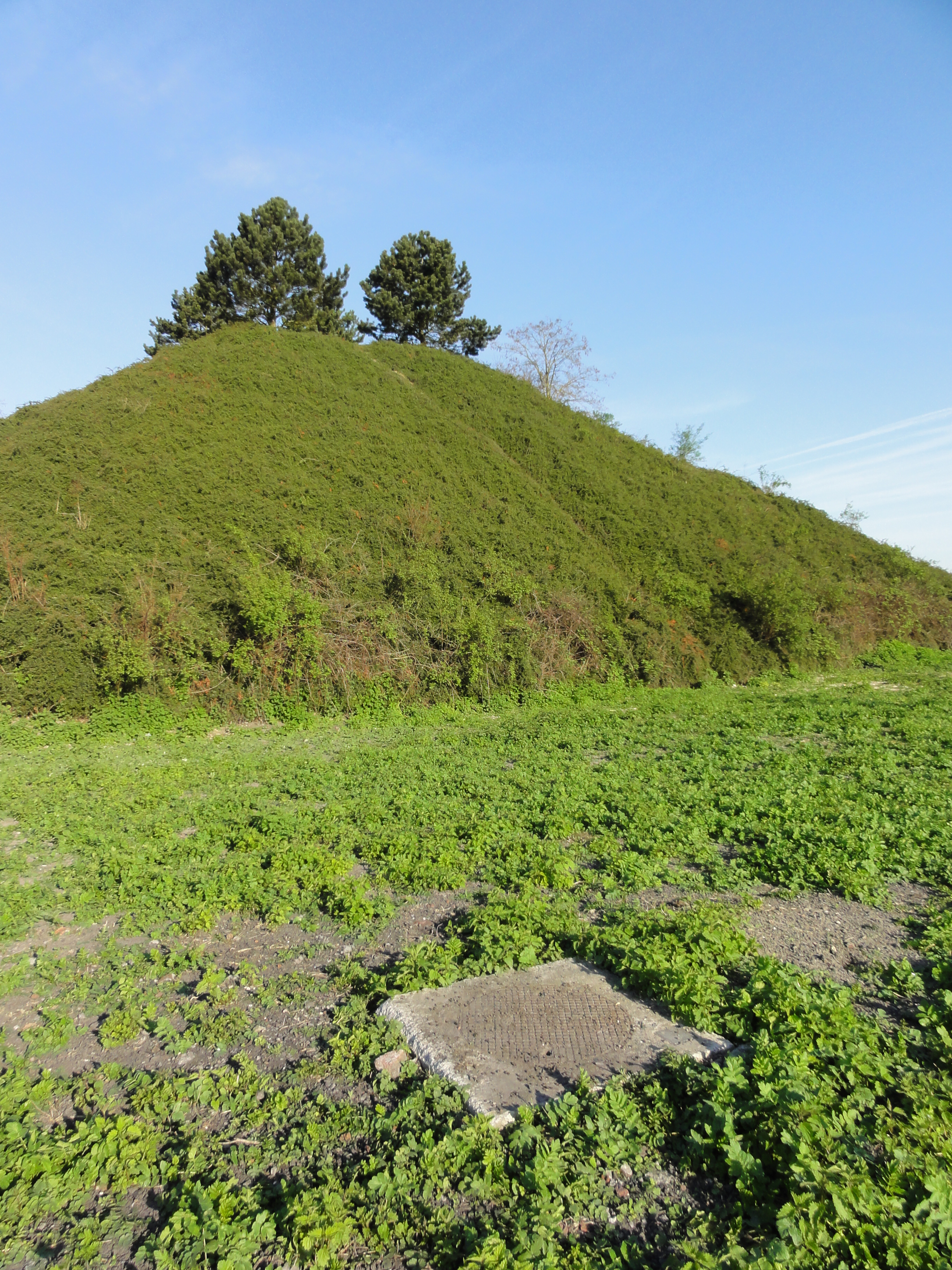
Le puits dans son environnement.
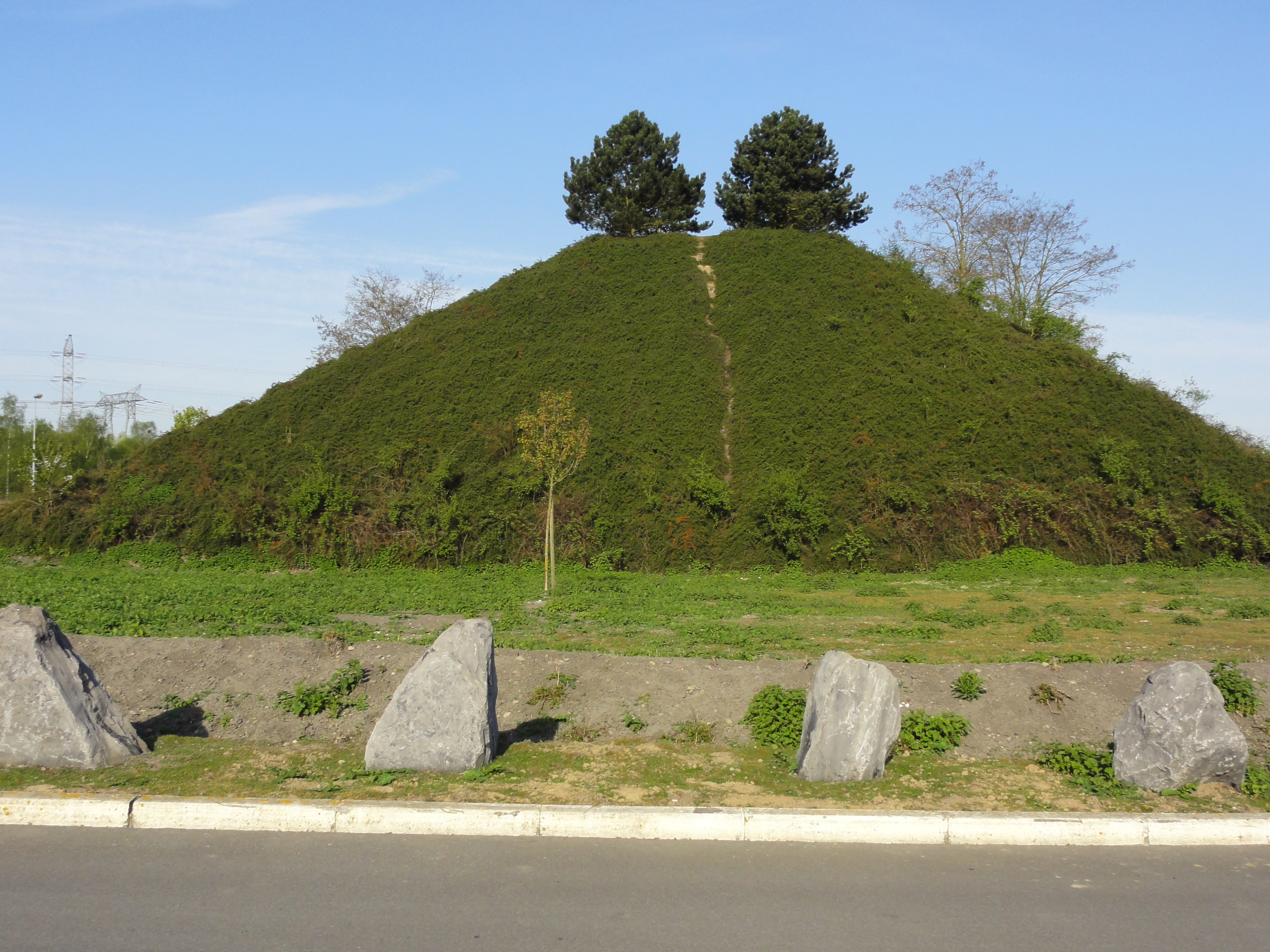
Le terril reconstitué.
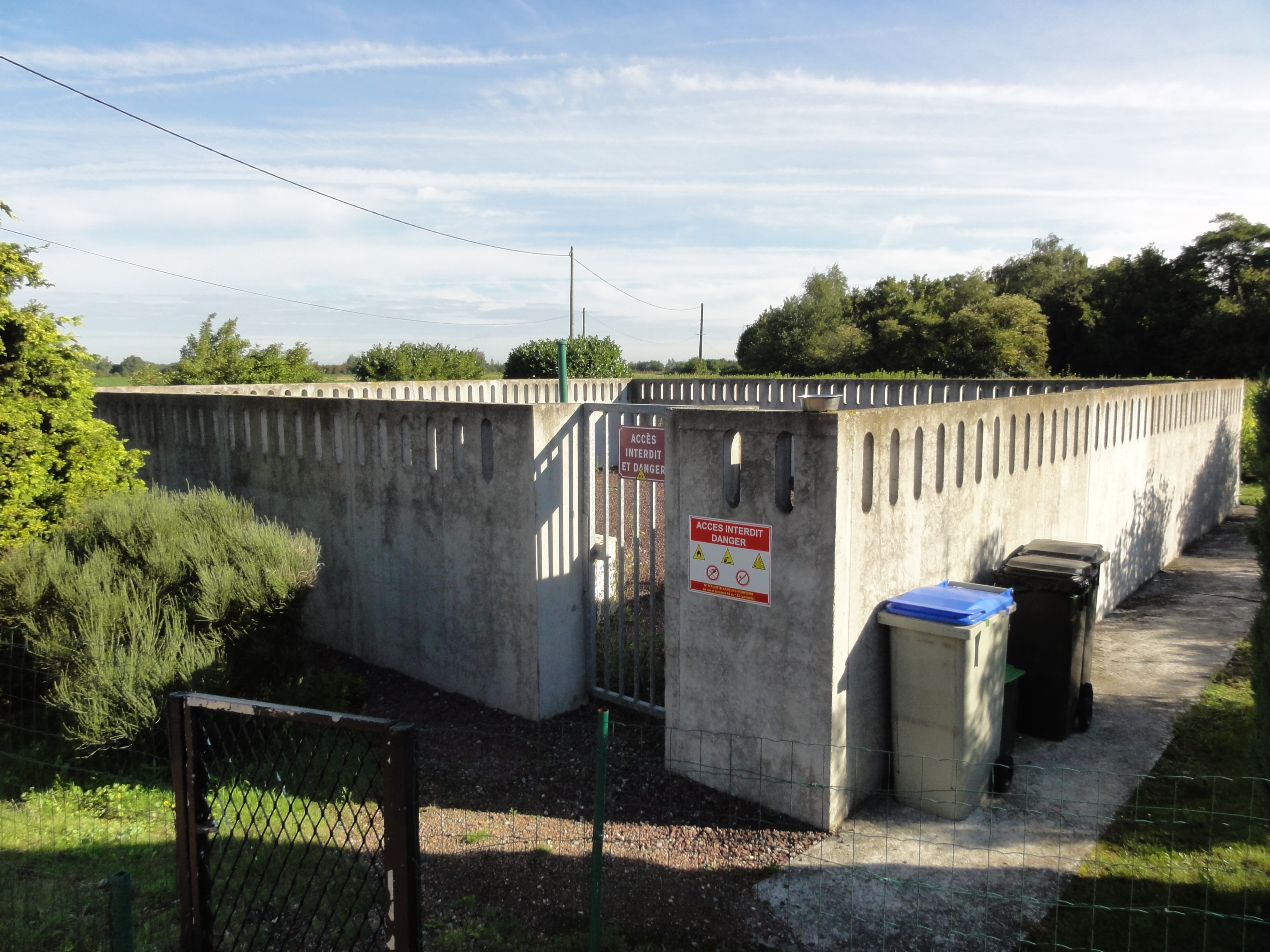
Le sondage de décompression.

### 34 victimes ( minima)
Les 20 et 21 avril 1847 à la fosse Saint-Louis des mines d'Aniche deux mineurs sont tués par suite d'éboulement, François Hypolite Vilette 10ans et 10 mois ; François Gouy 18 ans, six sont saufs
Les 3 fosses  communicantes fosse Fénelon, fosse La Renaissance et fosse Saint-Louis sont peu grisouteuses mais nombreux sont les mineurs tués d'accident du travail : ainsi Gilles Pierrot meurt le 22 mai 1849 à Saint-Louis suivi de 1863 à 1870 de 12 mineurs dans les accidents mortels de la  fosse Saint-Louis en avril et aout 1863 puis de mars et juillet 1864 . En décembre 1864 c'est à la fosse Fénelon. À la fosse Saint-Louis c'est Jean-Baptiste Alruth; 45 ans; qui est pris entre 2 tampons de wagons le 6 décembre 1864. Quatre accidents mortels se succèdent à fosse Saint-Louis un mort en janvier 1865, le 28 juin 1865 Ségard est tué et Delannoy blessé. Un bloc se détache en janvier 1867; un tué, un mort en aout 1870. Fosse Fénelon un mort en juillet 1870. Les rapports d'accidents constatent tous  la négligence ou l’imprudence de l'ouvrier jusqu'en 1898 où la loi rend obligatoire la reconnaissance de responsabilité par la Compagnie dans tous les cas.

Treize mineurs tués de 1849 à 1870, puis certainement quelques oubliés et vingt et un dynamités dans la fosse Fénelon le 28 novembre 1900.

## Le terril

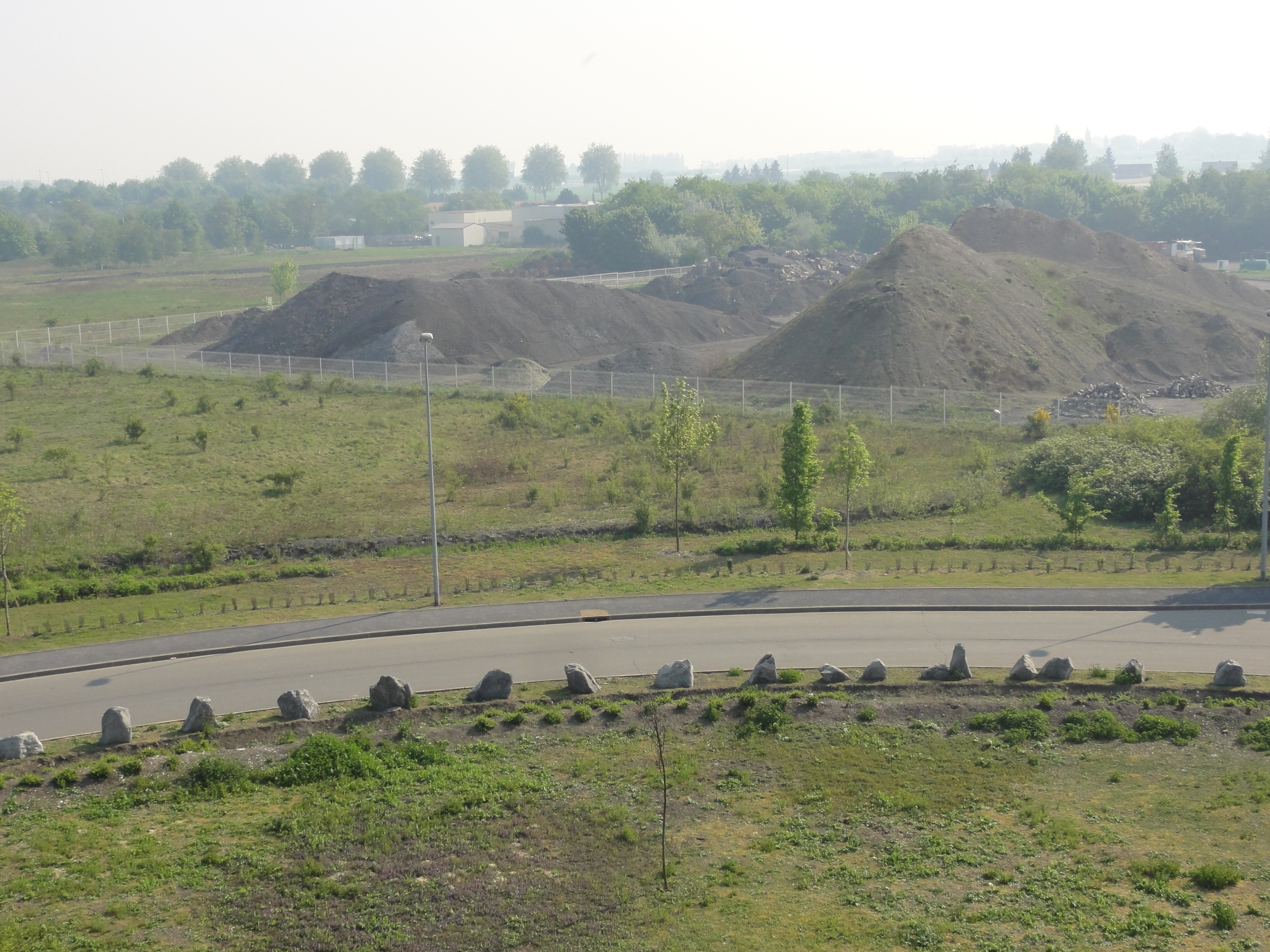
Le site du terril Saint-Louis.

50° 20′ 32″ N, 3° 16′ 32″ E
Le terril no 126, disparu, situé à Somain, était le terril de la fosse Saint-Louis des mines d'Aniche. Intégralement exploité, il n'en subsiste plus rien. Un mont d'une dizaine de mètres a été installé à l'ouest du puits pour rappeler sa présence, mais ce n'est pas un terril. Celui-ci est inclus dans la zone industrielle de La Renaissance. Une entreprise de travaux publics est partiellement installée sur le site, et comporte plusieurs monts faisant penser à un terril.

## Minéralogie

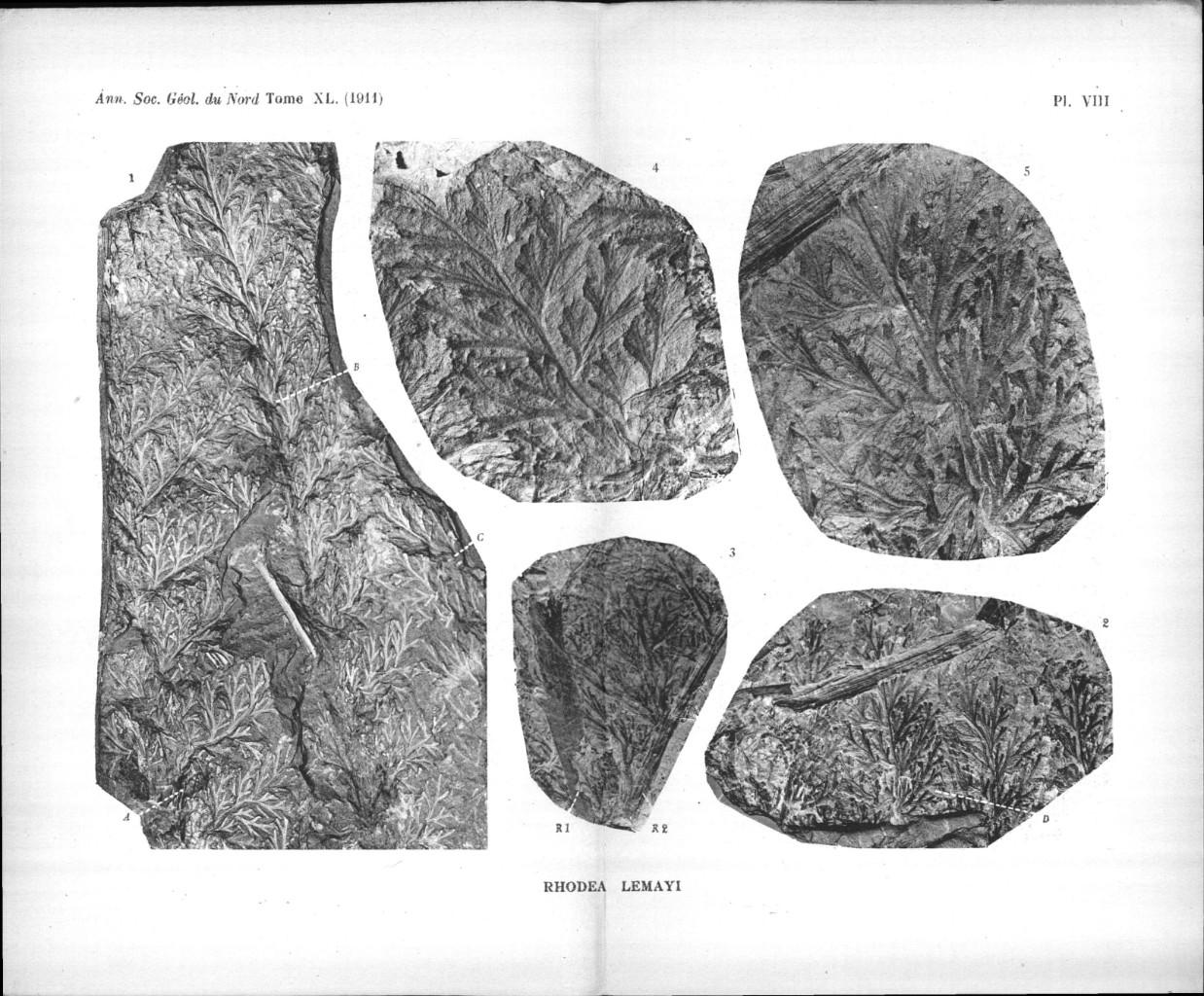
Rhodea Lemayi - 1911

Au toit de la Grande veine  de la Fosse Saint-Louis des mines d'Aniche par 680m de fonds est découvert un fossile de type Rhodéa de la famille des Pteridophyta. M. Paul Lemay en fait don au Musée Houiller de Lille qui prendra le nom de Rhodea Lemayi une communication est faite le 5 juillet 1911